# Harry Enfield & Chums
Harry Enfield & Chums (originariamente chiamato Harry Enfield's Television Programme) è stato un programma televisivo comico britannico condotto dal comico Harry Enfield, andato in onda su BBC Two dal 1990 al 1992 e su BBC One dal 1994 al 1998.

## Storia
Harry Enfield's Television Programme fu scritto da Harry Enfield, Paul Whitehouse, Charlie Higson e Geoffrey Perkins, e trasmesso su BBC Two. I titoli di testa originali si aprivano con Enfield in abito nero che camminava verso la telecamera e soffiava due pernacchie a tempo con la musica di una banda di ottoni. Rimaneva poi immobile mentre la telecamera inquadrava la metà superiore del suo lato destro, si voltava verso il lato sinistro, quindi la ripresa ruotava e faceva uno zoom simultaneo, per concludersi con un’inquadratura a figura intera in cui Enfield prendeva un rapido tiro da una sigaretta nascosta dietro la schiena.
La serie andò in onda con questo titolo per due stagioni, dalla fine del 1990 alla primavera del 1992. Uno speciale natalizio intitolato Harry Enfield's Festive Television Programme fu trasmesso la vigilia di Natale del 1992.
Grazie alle repliche, la serie guadagnò popolarità e nel 1994 la BBC commissionò una nuova serie intitolata Harry Enfield & Chums, questa volta in onda su BBC One. A differenza della serie originale, la nuova versione fu scritta da un team di sceneggiatori, anziché solo dai membri del cast. Il formato dei titoli di testa rimase simile, ma ora Enfield era affiancato dai co-protagonisti Whitehouse e Kathy Burke, con cui si inchinava collettivamente al pubblico. Due speciali natalizi di Harry Enfield & Chums furono prodotti nel 1997 e nel 1998, intitolati rispettivamente Harry Enfield & Christmas Chums e Harry Enfield's Yule Log Chums.

## Episodi
| Stagione         | Episodi | Prima TV originale |
| ---------------- | ------- | ------------------ |
| Prima stagione   | 6       | 1990               |
| Seconda stagione | 6       | 1992               |
| Terza stagione   | 6       | 1994               |
| Quarta stagione  | 6       | 1997               |

Oltre alla serie principale, vennero prodotti quattro episodi speciali da 40 minuti:
1. Harry Enfield's Festive Television Programme, trasmesso il 24 dicembre 1992;
2. Smashie and Nicey: An End of an Era, trasmesso il 4 aprile 1994;
3. Harry Enfield & Christmas Chums, trasmesso il 24 dicembre 1997;
4. Harry Enfield's Yule Log Chums, trasmesso il 28 dicembre 1998.